# Вейнфліт

Ве́йнфліт в Ніагарському регіоні

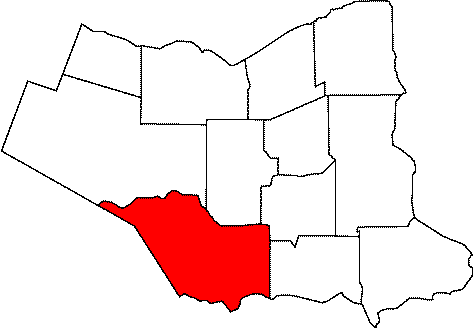
Ве́йнфліт

Ве́йнфліт (англ. Wainfleet) — містечко (217,29 км²) в провінції Онтаріо у Канаді в Ніагарському регіоні.
Містечко налічує 6 258 мешканців (2001) (28,8/км²).
Містечко — частина промислового району, прозваного «Золотою підковою».